# NGC 2521
NGC 2521 je galaksija u zviježđu Risu.

## Vanjske poveznice
- SEDS: NGC 2521